# Theodore Lund

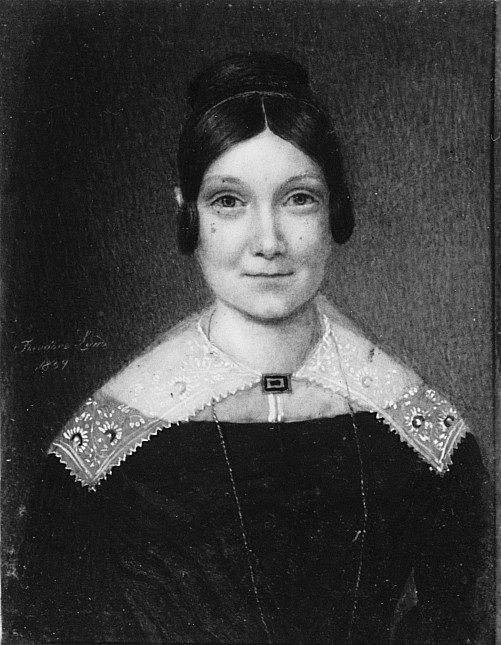
Theodore Lund: Mrs. Warren Rogers (Julie Francoise Gabrielle d’Anterroches), 1839. Metropolitan Museum of Art

Harald Emil Theodor Lund (* 1810 in Nykøbing, Falster, Dänemark; † 1895 in Thompsonville, Wisconsin, USA) war ein dänisch-amerikanischer Miniatur- und Porträtmaler, der gelegentlich auch Landschaften malte.

## Leben
Theodore Lund (geb. Harald Emil Theodor Lund) verdiente mehr als sechzig Jahre lang seinen Lebensunterhalt als Maler, vor allem mit Porträts. Nach einer Zeit als Lehrling bei einem Apotheker studierte er von 1831 bis 1834 an der Königlichen Akademie in Kopenhagen. Nach seiner Übersiedlung nach New York City im Jahr 1835 etablierte er sich als Miniaturmaler und eröffnete ein Atelier am Unteren Broadway. Von 1836 bis 1842 stellte er Miniaturporträts in der National Academy of Design, der Apollo Association und dem American Institute of the City of New York aus. Nach seiner Heirat mit der Norwegerin Caroline Mathilda Hanson im Jahr 1839 malte er häufig Porträts von skandinavischen Besuchern. Aufgrund der zunehmenden Popularität der Fotografie geriet er in wirtschaftliche Schwierigkeiten, verließ New York City im Jahr 1843 und ließ sich in der dänischen Gemeinde im östlichen Teil von Raymond Township im Wisconsin-Territorium nieder. 

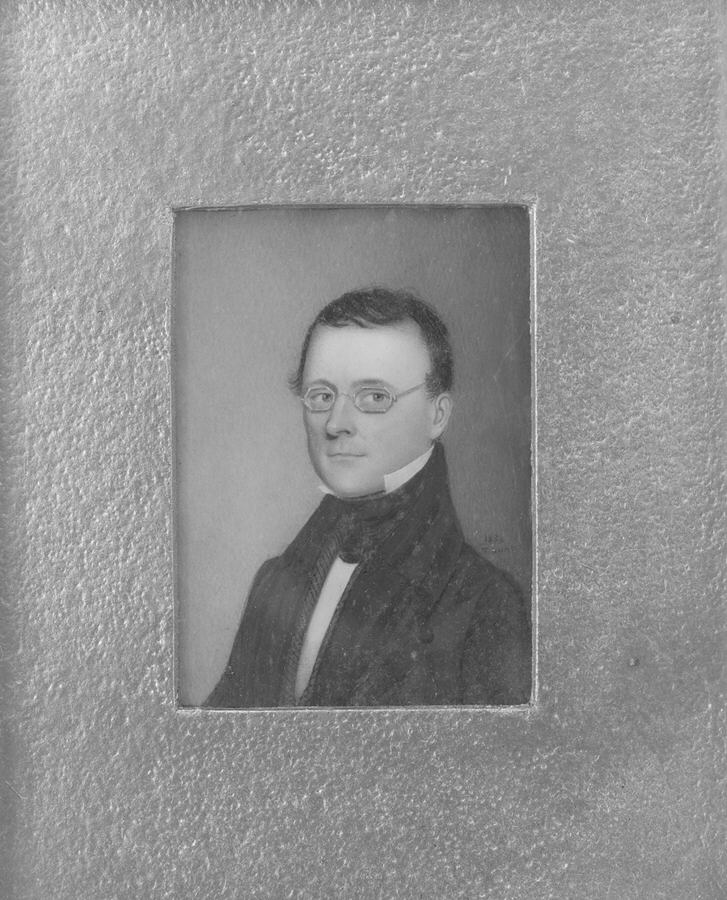
Theodore Lund: Samuel Baldwin Ludlow (1838). Metropolitan Museum of Art

Ab 1847 arbeitete er zeitweise in Milwaukee und anderen nahegelegenen Städten und erweiterte sein Œuvre um Tuschezeichnungen und Ölporträts. Bereits 1850 kopierte er Daguerreotypien und Fotografien. 1853 entwarf er die Wisconsin State Banner für die Crystal Palace Exhibition in New York City. In den 1860er Jahren betrieb er ein Porträtmalatelier in Columbus. Während dieser Zeit schrieb und illustrierte er das Kinderbuch Children of the Frontier, das von 1866 bis 1867 bei D. Appleton & Company erschien. In den 1870er Jahren kehrte Lund zu seiner Familie nach Wisconsin zurück und ergänzte sein als Künstler geringes Einkommen durch einen kleinen Landwirtschafts- und Gartenbetrieb. 1883 kehrte er nach Dänemark zurück, wo er unter anderem sentimentale Genrebilder malte. Nach seiner Rückkehr nach Wisconsin im Jahr 1890 malte Lund Porträts und andere Genrebilder.